# Kim Il-yeop
Kim Iryop (Kim Il-yeop) (1896-1971) est une poétesse coréenne. Une des premières féministes dans les années 1920, elle a exprimé sa position dans de nombreux articles avant de se retirer dans un temple bouddhiste. Née sous le nom de Kim Won-ju (김원주, 金元周), Il-yeop (une feuille) est son nom de plume.

## Biographie
Kim Iryop est née le 28 avril 1896 à Ryonggang (Pyongan du Sud, actuelle Corée du Nord) dans une famille très chrétienne : elle est la fille d'un des premiers pasteurs protestants du pays. Issue d'une famille ouverte aux nouvelles idées, c'est surtout sa mère qui la pousse et attache de l'importance à son éducation. Son premier poème publié a été écrit alors qu'elle avait onze ans et concerne la mort de sa petite sœur. Ses autres frères et sœurs sont aussi morts jeunes et plus aucun autre membre de sa famille n'était encore vivant lorsqu'elle a atteint ses 21 ans.
Kim Iryop fait ses études à l'école Ewha. En 1919, elle participe au mouvement pour l'indépendance contre l'occupation japonaise en fabriquant et distribuant des tracts puis elle part faire un séjour à l'institut anglais de Tokyo, peut-être pour échapper à son premier mariage qui avait mal tourné.
À son retour à Séoul, elle édite Sin yŏja (nouvelle femme), le premier magazine pour les femmes. Cette revue n'exista qu'entre mars et juin 1920. Seuls quatre numéros ont été publiés. Ils comprennent 17 contributions d'Il-yeop qui insiste alors sur la libération de la femme des traditions oppressantes et sur la nécessité de s'émanciper en se débarrassant du vieux système familial.  Plus tard, elle publie ses textes dans les grands quotidiens, le Dong-a Ilbo et le Chosun Ilbo, mais aussi dans les revues littéraires telles que Kaebyok et  Choson Mundan. Elle fait également partie du groupe littéraire qui publie le journal Pyebeo (Ruines), elle y est la seule femme. À cette époque, sa vie privée fait scandale. En effet, après avoir quitté son mari, elle entretient deux ou trois relations amoureuses. Ces scandales et cette période d'intense activité littéraire s'arrêtent en 1928 lorsqu'elle devient nonne bouddhiste puis rejoint le temple de Sudeok, situé dans les montagnes de Yesan. Dès lors, elle n'écrit plus que des poèmes. Elle  meurt dans ce temple le 1er février 1971.

## Œuvres

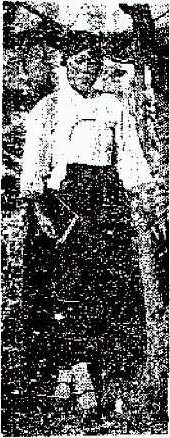
Kim Il-yeop en 1929

Il-yeop a écrit 58 poèmes et 16 nouvelles.
- Dans Mon point de vue sur la chasteté, un de ses articles les plus controversés, elle déclare que la fidélité n'est pas un concept fixe mais ne vaut que tant que le couple est amoureux.

- Amour (Sarang) est une histoire qui montre que les gens doivent chercher le bonheur dans le présent et ne doivent pas se sentir liés par leurs relations passées.

- La mort d'une jeune fille (eoneu sonyeoui sa) décrit les difficultés d'une femme confrontée à un mariage traditionnel et qui se suicide.

Autres œuvres
- La nécessité de l'éducation des femmes (Yeoja gyoyukui pilyo)
- L'éveil des femmes (Yeojaui chagak)
- Nos demandes et réclamations en tant que nouvelles femmes (Uri sin yeojaui yoguwa chujang)

## Poèmes
- 희생 (1928)
- 어느 수도인의 회상 (1960)
- 청춘을 불사르고 (1962)
- 행복과 불행의 갈피에서 (1964)
- 사랑이 무엇이더뇨 (1965)
- 미래세가 다하고 남도록 (1974) 2권
- 청춘을 불사른 뒤 (1974)
- 당신은 나에게 무엇이 되었삽기에 (1975, 시집)
- 수덕사의 노을 (1977)
- 꽃이 지면 눈이 시려라 (1985)
- 당신은 나에게 무엇이 되었삽기에 (1997, 시집)
- 일엽선문 (2000)

## Sources
- Jin Y. Park, Reflections of a Zen Buddhist Nun: Essays by Zen Master Kim Iryop. University of Hawaii Press, 2014.
- Jin Y. Park, "Gendered Response to Modernity: Kim Iryeop and Buddhism." Korea Journal, Spring 2005.
- Bonnie B. C. Oh, « Kim Iryop: Pioneer Writer/Reformer in Colonial Korea », Transactions of the Royal Asiatic Society, Korea Branch, Volume 71, page 9, 1996.
- Theresa Hyun, « Writing women in Korea: Translation and Feminism in the Colonial Period », University of Hawaii Press, 2004 - 174 pages.